# Ziegelhütte (Altdorf bei Nürnberg)
Ziegelhütte ist ein Gemeindeteil der Stadt Altdorf bei Nürnberg im Landkreis Nürnberger Land (Mittelfranken, Bayern). Ziegelhütte liegt teils in der Gemarkung Altdorf, teils in der Gemarkung Röthenbach bei Altdorf.

## Geografie

### Geografische Lage
Das Dorf liegt an der Staatsstraße 2240. Diese führt über Unterwellitzleithen zur Anschlussstelle 62 der Bundesautobahn 6 (1,2 km nördlich) bzw. zur Anschlussstelle 90 der Bundesautobahn 3 (2 km südlich). Eine Gemeindeverbindungsstraße Führt nach Röthenbach bei Altdorf (0,6 km westlich) bzw. nach Altdorf zur Kreisstraße LAU 23 (1,4 km südöstlich).

### Straßennamen
- An der Alten Ziegelhütte
- Äußere Hersbrucker Straße
- Ziegelhütter Hauptstraße
- Zu den Ziegelwiesen
- Zur Schanze

## Baudenkmäler

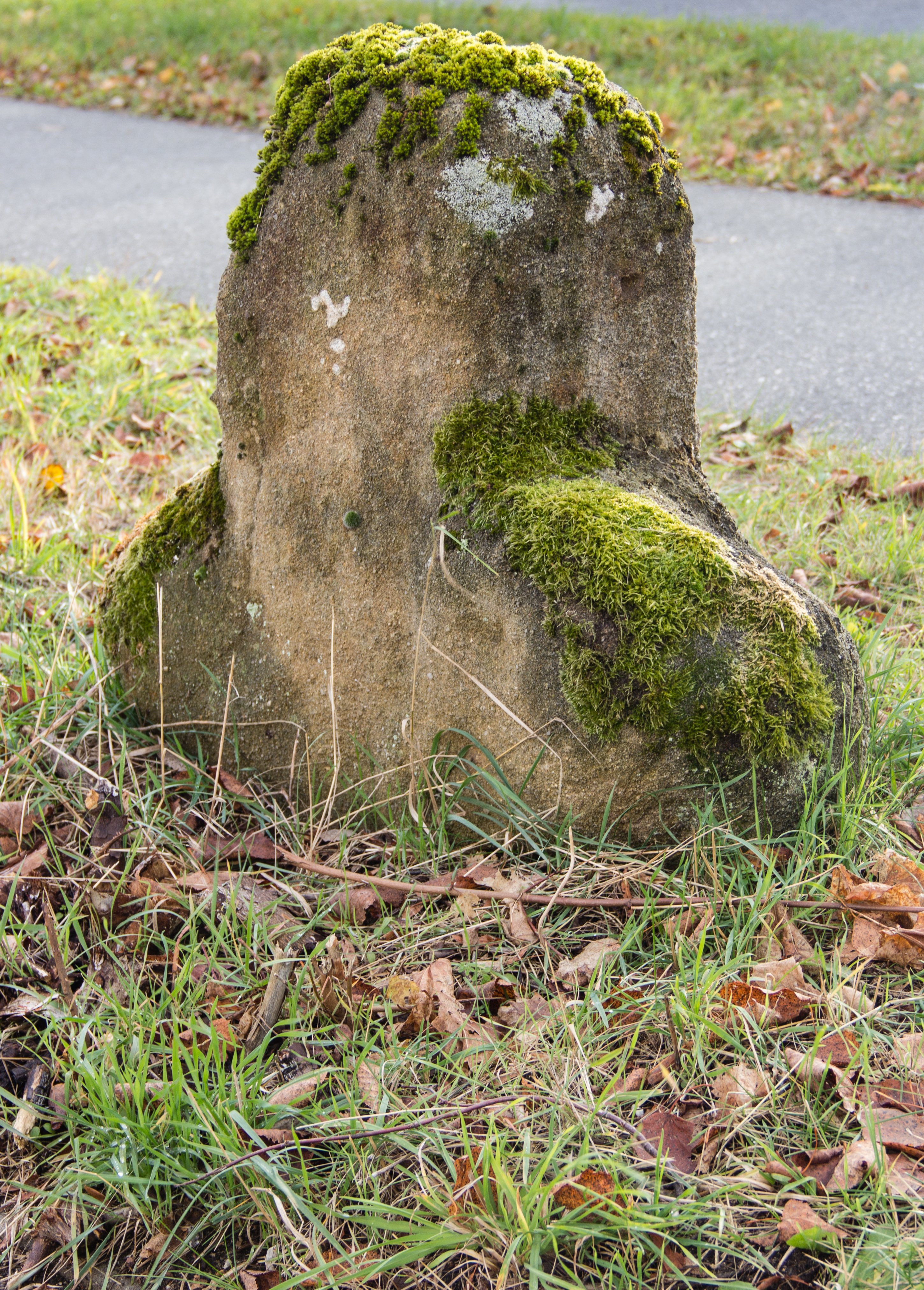
Steinkreuz in Ziegelhütte

In Ziegelhütte befinden sich vier vom Bayerischen Landesamt für Denkmalpflege ausgewiesene Baudenkmäler.